# Championnats d'Europe de cyclisme sur route 2021
Navigation
Plouay 2020 Munich/Anadia 2022

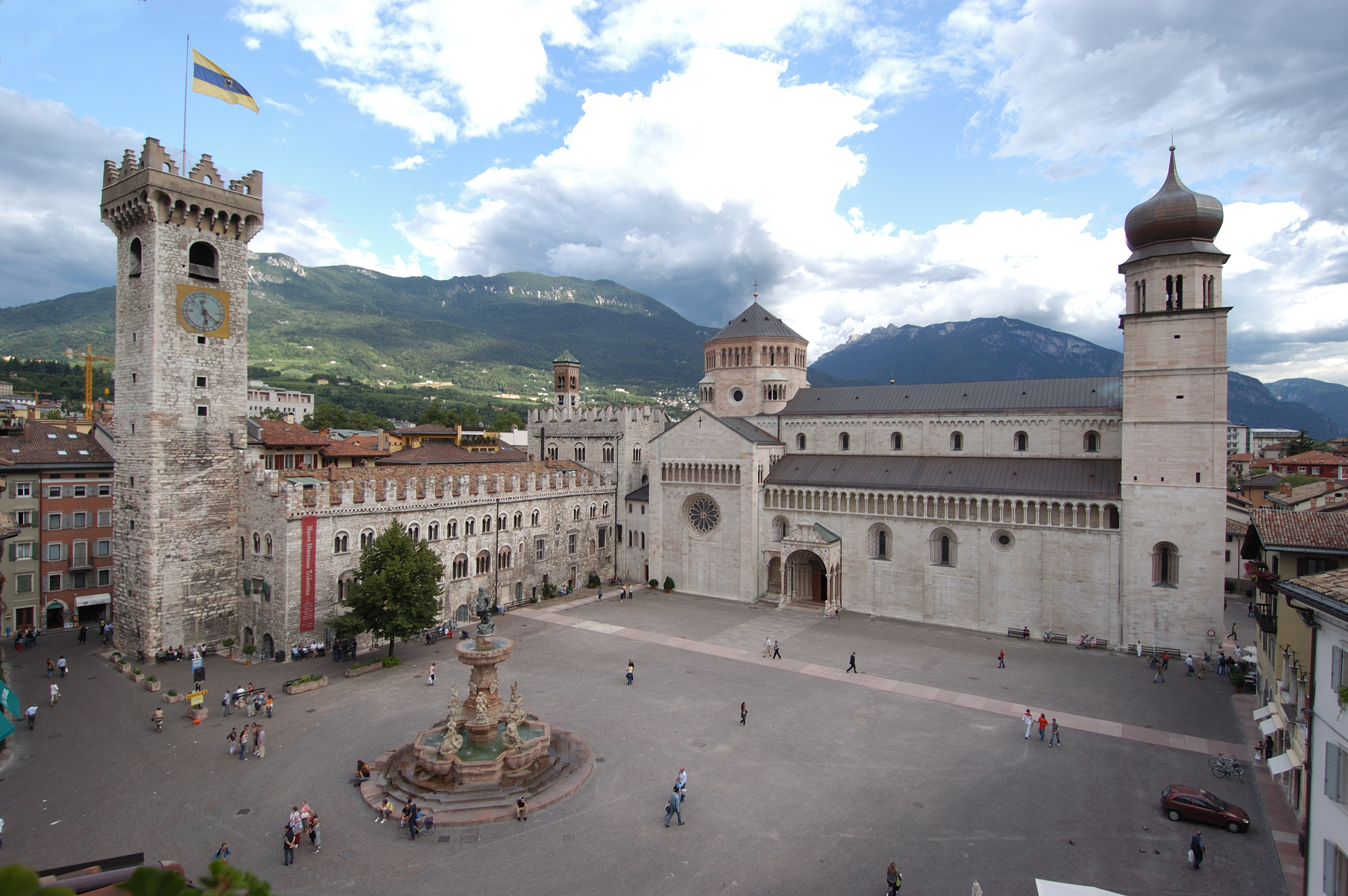
La place de la Cathédrale de Trente accueille le départ et l'arrivée des courses en ligne.

Les Championnats d'Europe de cyclisme sur route 2021 ont lieu du 8 au 12 septembre 2021 à Trente, en Italie.
À l'origine, ces championnats d'Europe devaient se dérouler à Trente en 2020. En mai 2020, l'Union européenne de cyclisme (UEC) a annoncé que les championnats d'Europe ne sont pas maintenus à Trente en raison de la pandémie de COVID-19. Ils sont reportés au même endroit en septembre 2021.
Le départ et l'arrivée des courses sur route se font sur la place de la cathédrale de Trente. Il s'agit d'un parcours d'environ 70 kilomètres avec plusieurs montées, comme le Passo Son Udalrico et le Monte Bondone. Les contre-la-montre individuels commencent devant le Museo delle Scienze di Trento (MUSE), un musée qui a ouvert ses portes en 2013 et construit par l'architecte Renzo Piano.
Environ 1 000 athlètes de 39 pays sont inscrits pour participer aux 13 épreuves au programme.

## Présentation

### Parcours

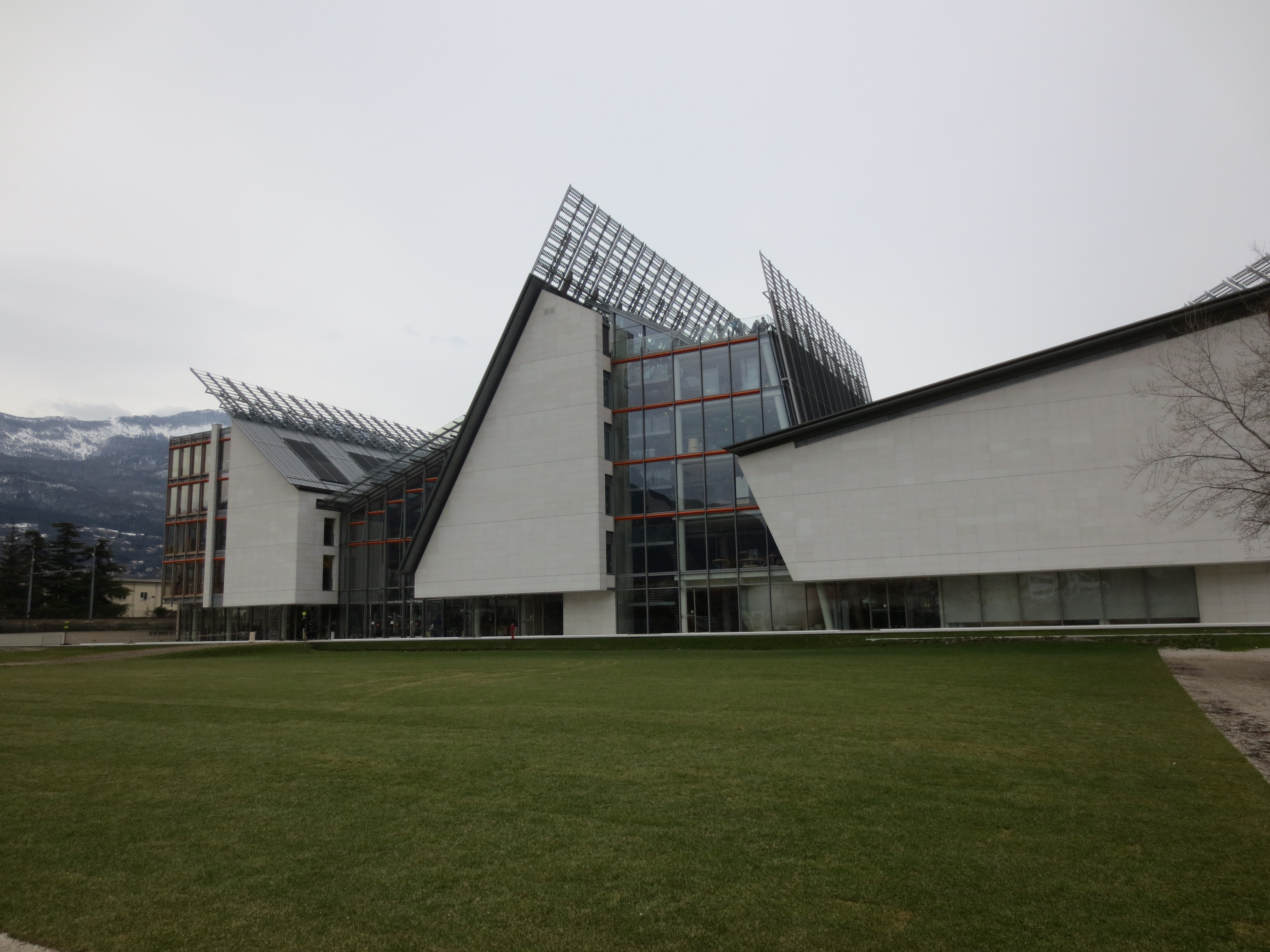
Les contre-la-montre individuels partent devant le Museo delle Scienze di Trento (MUSE).

Toutes les courses en ligne, à l'exception de celle des élites hommes, sont entièrement tracées sur 13,2 kilomètres dans un circuit urbain à Trente, avec 250 mètres de dénivelé positif. Ce circuit comporte la montée du Povo, avec un départ et une arrivée situés sur la place du Dôme de Trente. Les 2 premiers kilomètres sont essentiellement plats. À partir de la Via San Marco, commence la montée vers le Povo (3,6 km à 4,7%). La descente suivante amène les coureurs sur la Piazza Vicenza, puis vers les 4 derniers kilomètres entièrement plats dans les rues du centre-ville jusqu'à la ligne d'arrivée au Dôme.
Seule exception, la course en ligne masculine des élites comprend une première boucle de 73 kilomètres dans la Valle dei Laghi et la zone du Monte Bondone. Après avoir franchi cette montée, une descente ramène la course à Trente sur le circuit final de 13,2 kilomètres identique aux autres courses en ligne et à répéter 8 fois.
Le parcours du contre-la-montre est le même pour toutes les catégories. Tracé sur de 22,4 kilomètres, il est entièrement plat. Le MUSE est le point de départ des coureurs, tandis que la ligne d'arrivée se trouve sur la Piazza delle Donne Lavoratrici. Les parties les plus techniques du parcours du contre-la-montre sont proches du départ et de l'arrivée, avec des virages à 90 degrés et la traversée de plusieurs ronds-points dans le centre-ville, tandis que le reste du parcours comporte de longues lignes droites.

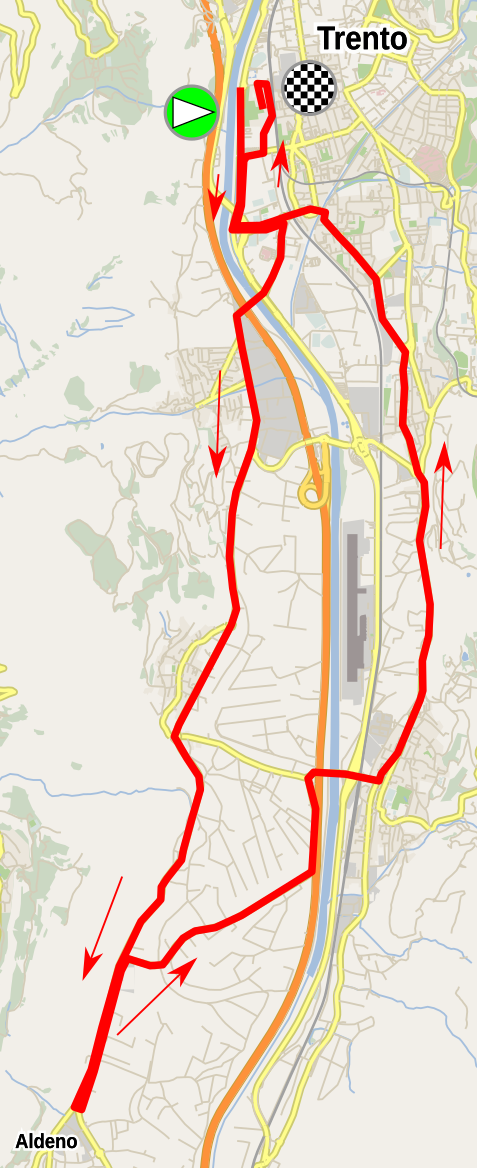
Circuit du contre-la-montre pour toutes les catégories
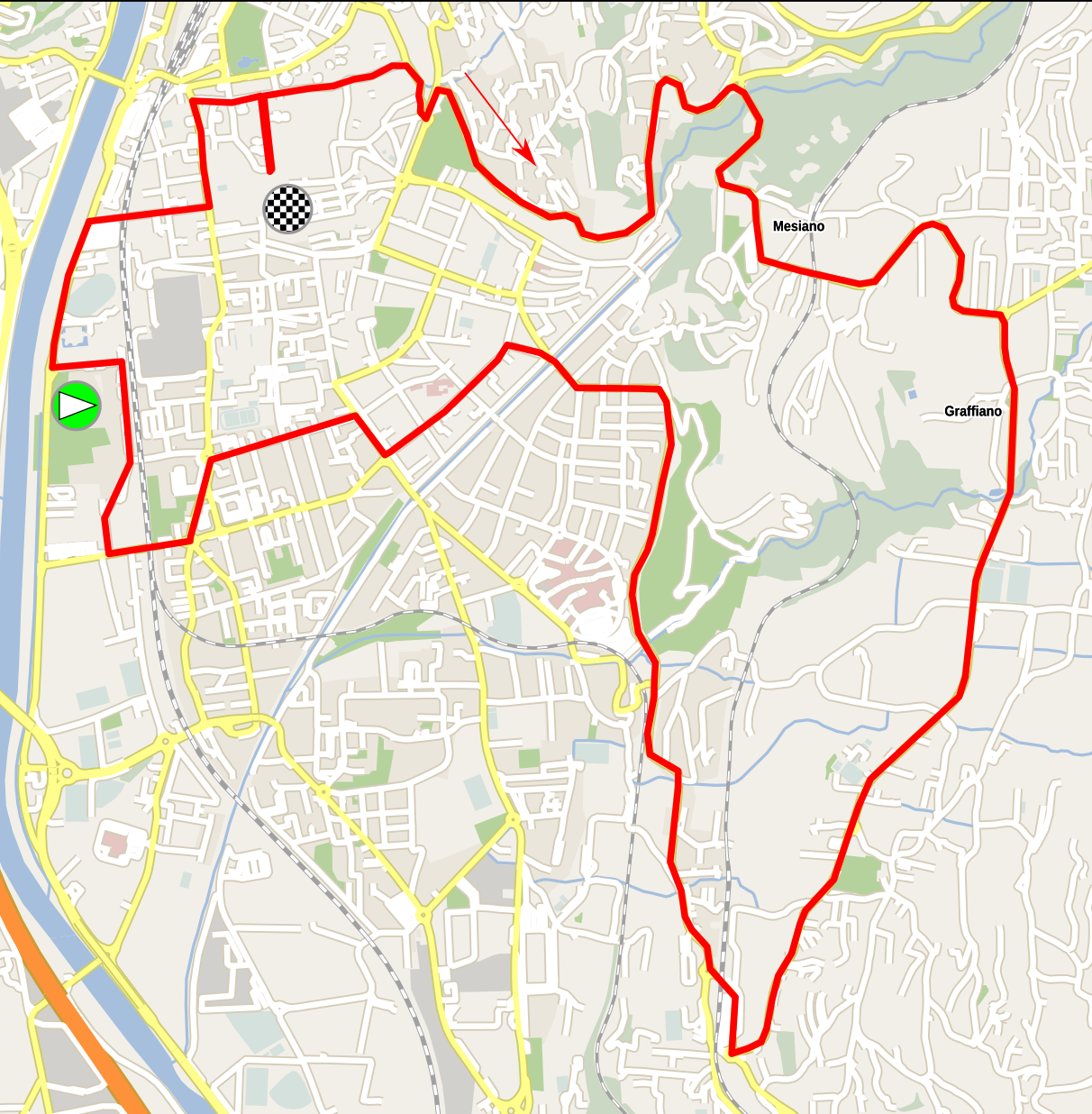
Circuit de la course en ligne pour toutes les catégories

### Programme
Le programme est le suivant :
| Date                  | Horaire | Épreuve                                      | Distance |
| --------------------- | ------- | -------------------------------------------- | -------- |
| Mercredi 8 septembre  | 9h15    | Femmes juniors – contre-la-montre individuel | 22,4 km  |
| Mercredi 8 septembre  | 10h45   | Hommes juniors – contre-la-montre individuel | 22,4 km  |
| Mercredi 8 septembre  | 14h30   | Élites – Relais mixte                        | 44,8 km  |
| Jeudi 9 septembre     | 9h15    | Femmes espoirs – contre-la-montre individuel | 22,4 km  |
| Jeudi 9 septembre     | 10h45   | Femmes élites – contre-la-montre individuel  | 22,4 km  |
| Jeudi 9 septembre     | 14h15   | Hommes espoirs – contre-la-montre individuel | 22,4 km  |
| Jeudi 9 septembre     | 16h00   | Hommes élites – contre-la-montre individuel  | 22,4 km  |
| Vendredi 10 septembre | 9h00    | Hommes juniors – course en ligne             | 107,2 km |
| Vendredi 10 septembre | 13h50   | Femmes juniors – course en ligne             | 67,6 km  |
| Vendredi 10 septembre | 16h30   | Femmes espoirs – course en ligne             | 80,8 km  |
| Samedi 11 septembre   | 9h00    | Hommes espoirs – course en ligne             | 133,6 km |
| Samedi 11 septembre   | 14h15   | Femmes élites – course en ligne              | 107,2 km |
| Dimanche 12 septembre | 12h30   | Hommes élites – course en ligne              | 179,2 km |

## Podiums

### Hommes
| Compétitions     | Or                    | Argent             | Bronze           |
| Hommes - élites  |                       |                    |                  |
| Course en ligne  | Sonny Colbrelli       | Remco Evenepoel    | Benoît Cosnefroy |
| Contre-la-montre | Stefan Küng           | Filippo Ganna      | Remco Evenepoel  |
| Hommes - Espoirs |                       |                    |                  |
| Course en ligne  | Thibau Nys            | Filippo Baroncini  | Juan Ayuso       |
| Contre-la-montre | Johan Price-Pejtersen | Søren Wærenskjold  | Daan Hoole       |
| Hommes - Juniors |                       |                    |                  |
| Course en ligne  | Romain Grégoire       | Per Strand Hagenes | Lenny Martinez   |
| Contre-la-montre | Alec Segaert          | Cian Uijtdebroeks  | Eddy Le Huitouze |

### Femmes
| Compétitions     | Or                | Argent              | Bronze          |
| Femmes - élites  |                   |                     |                 |
| Course en ligne  | Ellen van Dijk    | Liane Lippert       | Rasa Leleivytė  |
| Contre-la-montre | Marlen Reusser    | Ellen van Dijk      | Lisa Brennauer  |
| Femmes - Espoirs |                   |                     |                 |
| Course en ligne  | Silvia Zanardi    | Kata Blanka Vas     | Évita Muzic     |
| Contre-la-montre | Vittoria Guazzini | Hannah Ludwig       | Elena Pirrone   |
| Femmes - Juniors |                   |                     |                 |
| Course en ligne  | Linda Riedmann    | Eleonora Ciabocco   | Églantine Rayer |
| Contre-la-montre | Alena Ivanchenko  | Antonia Niedermaier | Elise Uijen     |

### Mixte
| Compétitions            | Or | Argent                                                                                        | Bronze                                                                                        |
| Contre-la-montre relais | Italie Matteo Sobrero Filippo Ganna Alessandro De Marchi Elena Cecchini Marta Cavalli Elisa Longo Borghini | Allemagne Miguel Heidemann Justin Wolf Max Walscheid Corinna Lechner Mieke Kröger Tanja Erath | Pays-Bas Koen Bouwman Jos van Emden Bauke Mollema Floortje Mackaij Amy Pieters Demi Vollering |

## Classements

### Course en ligne masculine
| Pos                        | Cycliste           | Pays     |    | Temps           |
| -------------------------- | ------------------ | -------- | -- | --------------- |
|                            | Sonny Colbrelli    | Italie   | en | 4 h 19 min 45 s |
| Médaille d'argent, Europe  | Remco Evenepoel    | Belgique | +  | 0 s             |
| Médaille de bronze, Europe | Benoît Cosnefroy   | France   |    | 1 min 30 s      |
| 4                          | Matteo Trentin     | Italie   |    | 1 min 44 s      |
| 5                          | Tadej Pogačar      | Slovénie |    | 1 min 44 s      |
| 6                          | Marc Hirschi       | Suisse   |    | 1 min 44 s      |
| 7                          | Markus Hoelgaard   | Norvège  |    | 1 min 44 s      |
| 8                          | Ben Hermans        | Belgique |    | 1 min 46 s      |
| 9                          | Pavel Sivakov      | Russie   |    | 1 min 49 s      |
| 10                         | Victor Campenaerts | Belgique |    | 5 min 41 s      |

### Contre-la-montre masculin
| Pos                        | Cycliste         | Pays      |    | Temps       |
| -------------------------- | ---------------- | --------- | -- | ----------- |
|                            | Stefan Küng      | Suisse    | en | 24 min 29 s |
| Médaille d'argent, Europe  | Filippo Ganna    | Italie    | +  | 8 s         |
| Médaille de bronze, Europe | Remco Evenepoel  | Belgique  |    | 15 s        |
| 4                          | Stefan Bissegger | Suisse    |    | 23 s        |
| 5                          | Max Walscheid    | Allemagne |    | 38 s        |
| 6                          | Edoardo Affini   | Italie    |    | 39 s        |
| 7                          | Kasper Asgreen   | Danemark  |    | 52 s        |
| 8                          | Maciej Bodnar    | Pologne   |    | 1 min 4 s   |
| 9                          | Rémi Cavagna     | France    |    | 1 min 6 s   |
| 10                         | João Almeida     | Portugal  |    | 1 min 17 s  |

### Course en ligne masculine des moins de 23 ans
| Pos                        | Cycliste            | Pays     |    | Temps          |
| -------------------------- | ------------------- | -------- | -- | -------------- |
|                            | Thibau Nys          | Belgique | en | 3 h 6 min 57 s |
| Médaille d'argent, Europe  | Filippo Baroncini   | Italie   | +  | 0 s            |
| Médaille de bronze, Europe | Juan Ayuso          | Espagne  |    | 0 s            |
| 4                          | Erik Fetter         | Hongrie  |    | 0 s            |
| 5                          | Lennert Van Eetvelt | Belgique |    | 0 s            |
| 6                          | Filippo Zana        | Italie   |    | 0 s            |
| 7                          | Louis Barré         | France   |    | 4 s            |
| 8                          | Marijn van den Berg | Pays-Bas |    | 19 s           |
| 9                          | Jakub Ťoupalík      | Tchéquie |    | 19 s           |
| 10                         | Tobias Bayer        | Autriche |    | 19 s           |

### Contre-la-montre masculin des moins de 23 ans
| Pos                        | Cycliste              | Pays      |    | Temps       |
| -------------------------- | --------------------- | --------- | -- | ----------- |
|                            | Johan Price-Pejtersen | Danemark  | en | 25 min 35 s |
| Médaille d'argent, Europe  | Søren Wærenskjold     | Norvège   | +  | 33 s        |
| Médaille de bronze, Europe | Daan Hoole            | Pays-Bas  |    | 34 s        |
| 4                          | Michel Hessmann       | Allemagne |    | 38 s        |
| 5                          | Lev Gonov             | Russie    |    | 41 s        |
| 6                          | Raúl García Pierna    | Espagne   |    | 44 s        |
| 7                          | Filippo Baroncini     | Italie    |    | 49 s        |
| 8                          | Alexandre Balmer      | Suisse    |    | 55 s        |
| 9                          | Lennert Van Eetvelt   | Belgique  |    | 59 s        |
| 10                         | Maurice Ballerstedt   | Allemagne |    | 1 min 3 s   |

### Course en ligne masculine des juniors
| Pos                        | Cycliste                  | Pays      |    | Temps           |
| -------------------------- | ------------------------- | --------- | -- | --------------- |
|                            | Romain Grégoire           | France    | en | 2 h 35 min 42 s |
| Médaille d'argent, Europe  | Per Strand Hagenes        | Norvège   | +  | 0 s             |
| Médaille de bronze, Europe | Lenny Martinez            | France    |    | 0 s             |
| 4                          | Vlad Van Mechelen         | Belgique  |    | 10 s            |
| 5                          | Manuel Oioli              | Italie    |    | 10 s            |
| 6                          | Jan Christen              | Suisse    |    | 10 s            |
| 7                          | Madis Mihkels             | Estonie   |    | 10 s            |
| 8                          | Martin Svrček             | Slovaquie |    | 10 s            |
| 9                          | Alexander Hajek           | Autriche  |    | 10 s            |
| 10                         | Sebastian Kirkedam Larsen | Norvège   |    | 10 s            |

### Contre-la-montre masculin des juniors
| Pos                        | Cycliste            | Pays      |    | Temps       |
| -------------------------- | ------------------- | --------- | -- | ----------- |
|                            | Alec Segaert        | Belgique  | en | 26 min 27 s |
| Médaille d'argent, Europe  | Cian Uijtdebroeks   | Belgique  | +  | 5 s         |
| Médaille de bronze, Europe | Eddy Le Huitouze    | France    |    | 40 s        |
| 4                          | Darren Rafferty     | Irlande   |    | 42 s        |
| 5                          | Samuele Bonetto     | Italie    |    | 43 s        |
| 6                          | Per Strand Hagenes  | Norvège   |    | 50 s        |
| 7                          | Kacper Gieryk       | Pologne   |    | 52 s        |
| 8                          | Emil Herzog         | Allemagne |    | 55 s        |
| 9                          | Mateusz Gajdulewicz | Pologne   |    | 1 min 5 s   |
| 10                         | Moritz Kärsten      | Allemagne |    | 1 min 8 s   |

### Course en ligne féminine
| Pos                        | Cycliste             | Pays        |    | Temps           |
| -------------------------- | -------------------- | ----------- | -- | --------------- |
|                            | Ellen van Dijk       | Pays-Bas    | en | 2 h 50 min 35 s |
| Médaille d'argent, Europe  | Liane Lippert        | Allemagne   | +  | 1 min 18 s      |
| Médaille de bronze, Europe | Rasa Leleivytė       | Lituanie    |    | 1 min 18 s      |
| 4                          | Katarzyna Niewiadoma | Pologne     |    | 1 min 18 s      |
| 5                          | Demi Vollering       | Pays-Bas    |    | 1 min 18 s      |
| 6                          | Marta Cavalli        | Italie      |    | 1 min 18 s      |
| 7                          | Marlen Reusser       | Suisse      |    | 1 min 18 s      |
| 8                          | Alena Amialiusik     | Biélorussie |    | 1 min 18 s      |
| 9                          | Annemiek van Vleuten | Pays-Bas    |    | 1 min 21 s      |
| 10                         | Elisa Balsamo        | Italie      |    | 2 min 28 s      |

### Contre-la-montre féminin
| Pos                        | Cycliste                 | Pays      |    | Temps       |
| -------------------------- | ------------------------ | --------- | -- | ----------- |
|                            | Marlen Reusser           | Suisse    | en | 27 min 13 s |
| Médaille d'argent, Europe  | Ellen van Dijk           | Pays-Bas  | +  | 19 s        |
| Médaille de bronze, Europe | Lisa Brennauer           | Allemagne |    | 1 min 2 s   |
| 4                          | Lisa Klein               | Allemagne |    | 1 min 22 s  |
| 5                          | Riejanne Markus          | Pays-Bas  |    | 1 min 43 s  |
| 6                          | Valeriya Kononenko       | Ukraine   |    | 1 min 52 s  |
| 7                          | Anna Kiesenhofer         | Autriche  |    | 2 min 0 s   |
| 8                          | Vittoria Bussi           | Italie    |    | 2 min 9 s   |
| 9                          | Sara Van de Vel          | Belgique  |    | 2 min 13 s  |
| 10                         | Emma Norsgaard Jørgensen | Danemark  |    | 2 min 18 s  |

### Course en ligne féminine des moins de 23 ans
| Pos                        | Cycliste            | Pays      |    | Temps           |
| -------------------------- | ------------------- | --------- | -- | --------------- |
|                            | Silvia Zanardi      | Italie    | en | 2 h 11 min 15 s |
| Médaille d'argent, Europe  | Kata Blanka Vas     | Hongrie   | +  | 1 s             |
| Médaille de bronze, Europe | Évita Muzic         | France    |    | 2 s             |
| 4                          | Laura Stigger       | Autriche  |    | 29 s            |
| 5                          | Gaia Realini        | Italie    |    | 31 s            |
| 6                          | Shirin van Anrooij  | Pays-Bas  |    | 35 s            |
| 7                          | Franziska Koch      | Allemagne |    | 35 s            |
| 8                          | Shari Bossuyt       | Belgique  |    | 36 s            |
| 9                          | Camilla Alessio     | Italie    |    | 36 s            |
| 10                         | Ricarda Bauernfeind | Allemagne |    | 36 s            |

### Contre-la-montre féminin des moins de 23 ans
| Pos                        | Cycliste           | Pays      |    | Temps      |
| -------------------------- | ------------------ | --------- | -- | ---------- |
|                            | Vittoria Guazzini  | Italie    | en | 29 min 2 s |
| Médaille d'argent, Europe  | Hannah Ludwig      | Allemagne | +  | 39 s       |
| Médaille de bronze, Europe | Elena Pirrone      | Italie    |    | 46 s       |
| 4                          | Marta Jaskulska    | Pologne   |    | 51 s       |
| 5                          | Wilma Olausson     | Suède     |    | 54 s       |
| 6                          | Marie Le Net       | France    |    | 54 s       |
| 7                          | Shari Bossuyt      | Belgique  |    | 58 s       |
| 8                          | Shirin van Anrooij | Pays-Bas  |    | 1 min 13 s |
| 9                          | Julie De Wilde     | Belgique  |    | 1 min 14 s |
| 10                         | Maria Novolodskaya | Russie    |    | 1 min 15 s |

### Course en ligne féminine des juniors
| Pos                        | Cycliste            | Pays      |    | Temps          |
| -------------------------- | ------------------- | --------- | -- | -------------- |
|                            | Linda Riedmann      | Allemagne | en | 1 h 53 min 9 s |
| Médaille d'argent, Europe  | Eleonora Ciabocco   | Italie    | +  | 0 s            |
| Médaille de bronze, Europe | Églantine Rayer     | France    |    | 2 s            |
| 4                          | Francesca Barale    | Italie    |    | 2 s            |
| 5                          | Alena Ivanchenko    | Russie    |    | 2 s            |
| 6                          | Anniina Ahtosalo    | Finlande  |    | 1 min 10 s     |
| 7                          | Noëlle Rüetschi     | Suisse    |    | 1 min 10 s     |
| 8                          | Carlotta Cipressi   | Italie    |    | 1 min 10 s     |
| 9                          | Anna van der Meiden | Pays-Bas  |    | 1 min 10 s     |
| 10                         | Fiona Zimmermann    | Suisse    |    | 1 min 10 s     |

### Contre-la-montre féminin des juniors
| Pos                        | Cycliste            | Pays      |    | Temps       |
| -------------------------- | ------------------- | --------- | -- | ----------- |
|                            | Alena Ivanchenko    | Russie    | en | 29 min 12 s |
| Médaille d'argent, Europe  | Antonia Niedermaier | Allemagne | +  | 32 s        |
| Médaille de bronze, Europe | Elise Uijen         | Pays-Bas  |    | 53 s        |
| 4                          | Anna van der Meiden | Pays-Bas  |    | 1 min 1 s   |
| 5                          | Anniina Ahtosalo    | Finlande  |    | 2 min 8 s   |
| 6                          | Églantine Rayer     | France    |    | 2 min 8 s   |
| 7                          | Selma Lantzsch      | Allemagne |    | 2 min 11 s  |
| 8                          | Eliška Kvasničková  | Tchéquie  |    | 2 min 22 s  |
| 9                          | Carlotta Cipressi   | Italie    |    | 2 min 24 s  |
| 10                         | Wilma Aintila       | Finlande  |    | 2 min 45 s  |

## Tableau des médailles
| Rang  | Nation    | Or | Argent | Bronze | Total |
| ----- | --------- | -- | ------ | ------ | ----- |
| 1     | Italie    | 4  | 3      | 1      | 8     |
| 2     | Belgique  | 2  | 2      | 1      | 5     |
| 3     | Suisse    | 2  | 0      | 0      | 2     |
| 4     | Allemagne | 1  | 4      | 1      | 6     |
| 5     | Pays-Bas  | 1  | 1      | 3      | 5     |
| 6     | France    | 1  | 0      | 5      | 6     |
| 7     | Danemark  | 1  | 0      | 0      | 1     |
| 7     | Russie    | 1  | 0      | 0      | 1     |
| 9     | Norvège   | 0  | 2      | 0      | 2     |
| 10    | Hongrie   | 0  | 1      | 0      | 1     |
| 11    | Espagne   | 0  | 0      | 1      | 1     |
| 11    | Lituanie  | 0  | 0      | 1      | 1     |
| Total | Total     | 13 | 13     | 13     | 39    |

## Diffuseurs
| Pays           | Diffuseur          |
| -------------- | ------------------ |
| Asie et Europe | Eurosport          |
| Belgique       | Één                |
| Danemark       | TV 2               |
| France         | La chaîne L'Équipe |
| Italie         | Rai Sport          |
| Norvège        | NRK                |
| Pays-Bas       | NOS et NPO.nl      |
| Pologne        | TVP Sport          |
| Slovaquie      | RTV                |